# Most Przyjaźni (Sofia)
Most Przyjaźni (bułg. Мост на дружбата) – most na rzece Perłowej, na końcu ulicy Grafa Ignatijewa i na początku Bulwaru Dragana Cankowa, obok stacji metra Stadion Wasiła Lewskiego. Most łączy dwa pasy ruchu Bulwaru Ewłogi i Christa Georgiewa, położonego wzdłuż rzeki. Jego potoczna nazwa to most „Hrabiego Ignatijewa”.

## Historia
Pod koniec XIX wieku ten most w Sofii nazywał się Kadyn most. Tradycyjnie nazywany był także Mostem Samokowskim (od wcześniejszej nazwy nazwy ulicy Samokowskiej), a od chwili wybudowania go w nowoczesnej formie w latach 1953 aż do lat 60. XX wieku nosił nazwę „Mostu Przyjaźni Bułgarsko-Sowieckiej”; później skróconego do „Mostu Przyjaźni”. Na moście umieszczono cztery dwufigurowe kompozycje rzeźbiarskie, dzieła czterech różnych rzeźbiarzy, przedstawiające różne aspekty i okresy „przyjaźni” Bułgarii z Rosją/ZSRR. W maju 2020 r. kmet rejonu łozenckiego, Konstantin Pawłow, zwrócił się do kmeta stolicy Jordanki Fandykowej z propozycją usunięcia kompozycji z mostu i przeniesienia ich do Muzeum Sztuki Socjalistycznej oraz zmiany nazwy mostu na jego tradycyjną nazwą: Most Samokowski.